# Open International de tennis de Roanne 2022
L'Open International de tennis de Roanne 2022 è stato un torneo maschile di tennis professionistico. È stata la 2ª edizione del torneo, facente parte della categoria Challenger 100 nell'ambito dell'ATP Challenger Tour 2022, con un montepremi di 90 280 €. Si è svolto dal 7 al 13 novembre 2022 sui campi in cemento del Le Scarabée di Roanne, in Francia.

## Partecipanti

### Teste di serie
| Nazionalità | Giocatore           | Ranking* | Testa di serie |
| ----------- | ------------------- | -------- | -------------- |
| Moldavia    | Radu Albot          | 81       | 1              |
| Francia     | Hugo Gaston         | 84       | 2              |
|             | Pavel Kotov         | 98       | 3              |
| Australia   | Jason Kubler        | 104      | 4              |
| Georgia     | Nikoloz Basilašvili | 106      | 5              |
| Australia   | Alexei Popyrin      | 107      | 6              |
| Francia     | Hugo Grenier        | 118      | 7              |
| Spagna      | Fernando Verdasco   | 119      | 8              |

* Ranking al 31 ottobre 2022.

### Altri partecipanti
I seguenti giocatori hanno ricevuto una wild card per il tabellone principale:
- Ugo Blanchet
- Arthur Fils
- Giovanni Mpetshi Perricard

I seguenti giocatori sono passati dalle qualificazioni:
- Alexander Lazarov
- Mathias Bourgue
- Maxime Janvier
- Antoine Hoang
- Alibek Kachmazov
- Valentin Royer

Il seguente giocatore è entrato in tabellone come lucky loser:
- Denis Yevseyev

## Campioni

### Singolare
Hugo Gaston ha sconfitto in finale  Henri Laaksonen con il punteggio di 6(6)–7, 7–5, 6–1.

### Doppio
Sadio Doumbia /  Fabien Reboul hanno sconfitto in finale  Dustin Brown /  Szymon Walków con il punteggio di 7–6(5), 6–4.